# Macrocera floridana
Macrocera floridana är en tvåvingeart som beskrevs av Johnson 1926. Macrocera floridana ingår i släktet Macrocera och familjen platthornsmyggor.
Artens utbredningsområde är South Carolina. Inga underarter finns listade i Catalogue of Life.